# イモヒキマン
イモヒキマン（生年月日非公表）は、日本の焼き芋販売業者。キャラクター。

## 概要
人気プロレス漫画『タイガーマスク』にあこがれた人物で、タイガーマスク同様、匿名にこだわり、“リングネーム”は自ら名付けた「イモヒキマン」を名乗る。
2015年に焼き芋販売業を本格的にはじめ、友人の軽トラックを借り、窯とまき、イモを積み込んで即席の屋台を作り、すべて独学の自己流でスタイルを築いた。
トレードマークのマスクをかぶり、窯でじっくりと焼き上げた焼き芋に、「子どもたちの健やかな成長を願う優しさとぬくもりを込めている」という。焼き芋販売を休む春から秋は覆面ヒーローというキャラクターを生かした慈善活動を行っている。
2019年6月、地元・横浜市の児童養護施設に向けて、屋台での焼き芋の売り上げの一部10万円を神奈川新聞厚生文化事業団に寄託。児童養護施設への寄付は地元新聞などで報道された。

## 人物
結婚し子供もいる既婚者。横浜を中心とした神奈川県内、場合によっては都内にも出向く。元暴走族という過去を一部媒体では明かしている。

## 正体不明のマスクマンとしてのキャラクター
小さい頃、焼き芋屋の前でケンカしていたところを悪役レスラー養成機関[虎の穴]にスカウトされる。
虎の穴での殺人トレーニングをこなす日々の中で自分と同じような生い立ちを持つ子供達に同じような苦しみを味わわせたくないという思いを抱くようになる。悪役覆面レスラー[イモヒキマン]としてデビューするも初めての試合で負けてリングを去る。
戦いを焼き芋屋台というストリート戦に移し日々奮闘している。
必殺技はビクトリーポーズ。